# 卡米拉·利奇温科
卡米拉·利奇温科（波蘭語：Kamila Lićwinko，娘家姓斯泰帕纽克（Stepaniuk）；1986年3月22日—）是一名专攻跳高的波兰田径运动员。她在2014年世界室内田径锦标赛中和玛丽娅·库吉娜获得并列冠军。